# Танінтаї
Танінтаї (бірм. တ နင်္ သာ ရီ; колишня назва: Тенассерім) — адміністративна область в південній частині М'янми, що являє собою витягнуту смугу між Андаманським морем і західним Таїландом. З півночі примикає до штату Мон. Адміністративний центр — місто Тавой. Інше велике місто — М'єй.
Населення — 1650982 осіб (2012).
Щільність населення — 38,09 чол./км².

## Географія
Узбережжя Тенассеріма являє собою складний лабіринт гірських хребтів. Господарська діяльність зосереджена в міжгірських долинах і рівнинах. Клімат округу характеризується високою вологістю.

## Історія
Ця область історично належала таїландським державам Сукхотай і Аютія. У XIV-XIX століттях в ході Сіам-бірманських воєн територія неодноразово змінює підпорядкування. З 1826 року область була зайнята англійцями, яку вони хотіли використовувати для переговорів з Бірмою і Таїландом, управління територією не приносило британцям користі. В 1880 році територія визначилася як бірманська.
Після здобуття Бірмою незалежності північно-східні райони області були віднесені до новоутвореного штату Карен. В 1974 році північна частина залишилася області була відокремлена, щоб створити штат Мон. Молам'яйн, колишня столиця Тенассеріма, стала столицею штату Мон, а центр власне Тенассеріма перемістився в Тавой. У 1989 році округ був офіційно перейменований в Танінтаї.
З моменту здобуття Бірмою незалежності округ практично недоступний іноземцям, проїзд туди обмежений.

## Адміністративний поділ
Область розділена на три райони:
| Район   | Карта    | Волость | Розташування волості |
| ------- | -------- | ------- | -------------------- |
| Тавой   |          | Єб'ю    |                      |
| Тавой   | Лаунлоун |         |                      |
| Тавой   | Тавой    |         |                      |
| Тавой   | Таячаун  |         |                      |
| М'єй    |          | Пало    |                      |
| М'єй    | Танінтаї |         |                      |
| М'єй    | М'єй     |         |                      |
| М'єй    | Чунсу    |         |                      |
| Кодаунг |          | Бокп'їн |                      |
| Кодаунг | Кодаунг  |         |                      |

Код ISO 3166-2 — MM-05.

## Населення
Населення — бірманці, а також карени (пво) і мони.

## Економіка
Головне місце займає рис, важливі також каучуконоси, кокосова пальма, цитрусові, банани, ананаси і рибальство. Видобувається олово і вольфрам.
| Прапор М'янми | Це незавершена стаття про М'янму. Ви можете допомогти проєкту, виправивши або дописавши її. |